# Bisdom Lodwar
Het bisdom Lodwar (Latijn: Dioecesis Loduarina) is een rooms-katholiek bisdom met als zetel Lodwar, in Kenia. Het bisdom is suffragaan aan het aartsbisdom Kisumu. 

## Geschiedenis
Het bisdom werd opgericht op 11 januari 1968, als de apostolische prefectuur Lodwar, uit delen van het bisdom Eldoret. Op 30 januari 1978 werd het verheven tot bisdom, en was suffragaan aan het aartsbisdom Nairobi. Op 21 mei 1990 veranderde het van kerkprovincie en werd suffragaan aan het nieuw verheven aartsbisdom Kisumu. 

## Parochies
Het bisdom had in 2021 een oppervlakte van 77.000 km2 en telde 1.180.170 inwoners waarvan 18,5% rooms-katholiek was.

## Bisschoppen
- John Christopher Mahon (prefect: 16 januari 1968, bisschop: 30 januari 1978 - 17 februari 2000)
- Patrick Joseph Harrington (17 februari 2000 - 5 maart 2011)
- Dominic Kimengich (5 maart 2011 - 16 november 2019; hulpbisschop sinds 20 maart 2010, apostolisch administrator: 1 februari 2020 - 4 juni 2022)
- John Mbinda (4 april 2022 - heden)